# Dodenhausen
Dodenhausen ist ein Ortsteil der Gemeinde Haina (Kloster) im nordhessischen Landkreis Waldeck-Frankenberg.

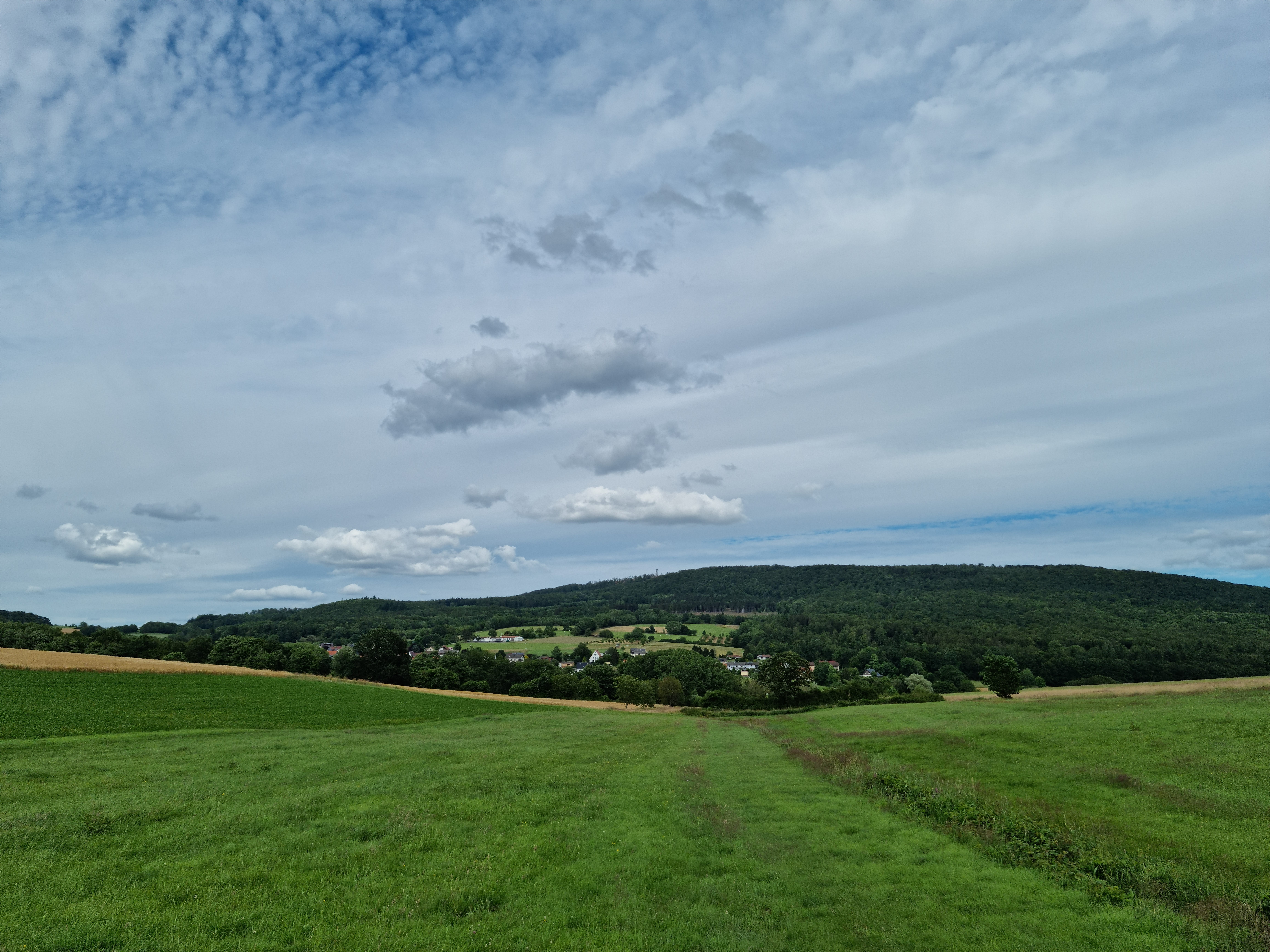
Blick von den Feldern an den Hängen des Jeust auf Dodenhausen und den Hohen Keller

## Geographie
Das im Südosten der Gemeinde gelegene Dorf befindet sich im Tal der Norde im Naturpark Kellerwald-Edersee. Um Dodenhausen gruppieren sich die beiden höchsten Berge des Kellerwaldes, der Wüstegarten (675 m ü. NN) im Osten und das Hohe Lohr (657 m ü. NN) im Nordwesten. Südlich des Ortes liegt der 585 m ü. NN hohe Jeust.

## Geschichte

### Ortsgeschichte
Die älteste bekannte schriftliche Erwähnung von Dodenhausen erfolgte im Jahr 1240 unter dem Namen Tudenhusen in einer Urkunde des Klosters Haina.
Hessische Gebietsreform (1970–1977)
Am 1. Juli 1972 wurde die bis dahin selbstständige Gemeinde Dodenhausen im Zuge der Gebietsreform in Hessen auf freiwilliger Basis in die Gemeinde Haina/Kloster (damalige Schreibweise) als Ortsteil eingegliedert.
Für Dodenhausen wurde wie für die übrigen Ortsteile von Haina (Kloster) ein Ortsbezirk mit Ortsbeirat und Ortsvorsteher nach der Hessischen Gemeindeordnung eingerichtet.

### Bevölkerung
Einwohnerstruktur 2011
Nach den Erhebungen des Zensus 2011 lebten am Stichtag dem 9. Mai 2011 in Dodenhausen 366 Einwohner. Darunter waren keine Ausländer.
Nach dem Lebensalter waren 60 Einwohner unter 18 Jahren, 141 waren zwischen 18 und 49, 93 zwischen 50 und 64 und 75 Einwohner waren älter.
Die Einwohner lebten in 150 Haushalten. Davon waren 36 Singlehaushalte, 48 Paare ohne Kinder und 54 Paare mit Kindern, sowie 9 Alleinerziehende und 3 Wohngemeinschaften. In 30 Haushalten lebten ausschließlich Senioren und in 93 Haushaltungen leben keine Senioren.
Einwohnerentwicklung
- 1747: 55 Haushaltungen[1]

| Dodenhausen: Einwohnerzahlen von 1834 bis 2019 | Dodenhausen: Einwohnerzahlen von 1834 bis 2019 | Dodenhausen: Einwohnerzahlen von 1834 bis 2019 | Dodenhausen: Einwohnerzahlen von 1834 bis 2019 | Dodenhausen: Einwohnerzahlen von 1834 bis 2019 |
| --- | ---------------------------------------------- | ---------------------------------------------- | ---------------------------------------------- | ---------------------------------------------- |
| Jahr |                                                |                                                |                                                | Einwohner                                      |
| 1834 | 1834                                           |                                                | 502                                            | 502                                            |
| 1840 | 1840                                           |                                                | 555                                            | 555                                            |
| 1846 | 1846                                           |                                                | 540                                            | 540                                            |
| 1852 | 1852                                           |                                                | 521                                            | 521                                            |
| 1858 | 1858                                           |                                                | 466                                            | 466                                            |
| 1864 | 1864                                           |                                                | 471                                            | 471                                            |
| 1871 | 1871                                           |                                                | 430                                            | 430                                            |
| 1875 | 1875                                           |                                                | 453                                            | 453                                            |
| 1885 | 1885                                           |                                                | 436                                            | 436                                            |
| 1895 | 1895                                           |                                                | 419                                            | 419                                            |
| 1905 | 1905                                           |                                                | 403                                            | 403                                            |
| 1910 | 1910                                           |                                                | 433                                            | 433                                            |
| 1925 | 1925                                           |                                                | 408                                            | 408                                            |
| 1939 | 1939                                           |                                                | 404                                            | 404                                            |
| 1946 | 1946                                           |                                                | 582                                            | 582                                            |
| 1950 | 1950                                           |                                                | 559                                            | 559                                            |
| 1956 | 1956                                           |                                                | 459                                            | 459                                            |
| 1961 | 1961                                           |                                                | 416                                            | 416                                            |
| 1967 | 1967                                           |                                                | 428                                            | 428                                            |
| 1980 | 1980                                           |                                                | ?                                              | ?                                              |
| 1990 | 1990                                           |                                                | ?                                              | ?                                              |
| 2000 | 2000                                           |                                                | ?                                              | ?                                              |
| 2011 | 2011                                           |                                                | 366                                            | 366                                            |
| 2019 | 2019                                           |                                                | 312                                            | 312                                            |
| Datenquelle: Historisches Gemeindeverzeichnis für Hessen: Die Bevölkerung der Gemeinden 1834 bis 1967. Wiesbaden: Hessisches Statistisches Landesamt, 1968. Weitere Quellen: LAGIS; Gemeinde Haina (Kloster); Zensus 2011 |                                                |                                                |                                                |                                                |

Religionszugehörigkeit
| • 1895: | 435 evangelische (= 99,77 %), ein katholischer (= 0,23 %) Einwohner |
| • 1961: | 375 evangelische (= 90,14 %), 37 katholische (= 1,83 %) Einwohner   |